# Shawbury
Shawbury – wieś w Anglii, w hrabstwie Shropshire. Leży 12 km na północny wschód od miasta Shrewsbury i 224 km na północny zachód od Londynu. W 2001 miejscowość liczyła 2763 mieszkańców.